# غوسفورد
غوسفورد هي مدينة تقع في في منطقة سنترال كوست بنيو ساوث ويلز، أستراليا. تبعد حوالي 76 كم شمال سيدني وتعتبر من البلدات الوقاعة داخل منطقة سيدني الحاضرية.

## المناخ
يظهر الجدول التالي التغييرات المناخية على مدار السنة لغوسفورد:
| البيانات المناخية لـغوسفورد       | البيانات المناخية لـغوسفورد | البيانات المناخية لـغوسفورد | البيانات المناخية لـغوسفورد | البيانات المناخية لـغوسفورد | البيانات المناخية لـغوسفورد | البيانات المناخية لـغوسفورد | البيانات المناخية لـغوسفورد | البيانات المناخية لـغوسفورد | البيانات المناخية لـغوسفورد | البيانات المناخية لـغوسفورد | البيانات المناخية لـغوسفورد | البيانات المناخية لـغوسفورد | البيانات المناخية لـغوسفورد |
| الشهر                             | يناير                       | فبراير                      | مارس                        | أبريل                       | مايو                        | يونيو                       | يوليو                       | أغسطس                       | سبتمبر                      | أكتوبر                      | نوفمبر                      | ديسمبر                      | المعدل السنوي               |
| --------------------------------- | --------------------------- | --------------------------- | --------------------------- | --------------------------- | --------------------------- | --------------------------- | --------------------------- | --------------------------- | --------------------------- | --------------------------- | --------------------------- | --------------------------- | --------------------------- |
| الدرجة القصوى °م (°ف)             | 44.8 (112.6)                | 43.0 (109.4)                | 40.1 (104.2)                | 32.9 (91.2)                 | 28.8 (83.8)                 | 25.0 (77.0)                 | 25.5 (77.9)                 | 29.9 (85.8)                 | 36.1 (97.0)                 | 38.0 (100.4)                | 41.8 (107.2)                | 43.0 (109.4)                | 44.8 (112.6)                |
| متوسط درجة الحرارة الكبرى °م (°ف) | 28.2 (82.8)                 | 27.4 (81.3)                 | 26.0 (78.8)                 | 23.4 (74.1)                 | 20.6 (69.1)                 | 18.4 (65.1)                 | 17.7 (63.9)                 | 19.4 (66.9)                 | 22.2 (72.0)                 | 24.0 (75.2)                 | 25.0 (77.0)                 | 26.9 (80.4)                 | 23.3 (73.9)                 |
| متوسط درجة الحرارة الصغرى °م (°ف) | 17.2 (63.0)                 | 17.2 (63.0)                 | 15.4 (59.7)                 | 12.1 (53.8)                 | 8.8 (47.8)                  | 6.7 (44.1)                  | 5.4 (41.7)                  | 5.6 (42.1)                  | 8.3 (46.9)                  | 10.9 (51.6)                 | 13.7 (56.7)                 | 15.7 (60.3)                 | 11.4 (52.5)                 |
| أدنى درجة حرارة °م (°ف)           | 7.5 (45.5)                  | 9.7 (49.5)                  | 5.8 (42.4)                  | 1.5 (34.7)                  | 0.1 (32.2)                  | −1.5 (29.3)                 | −4.2 (24.4)                 | −1.1 (30.0)                 | −0.6 (30.9)                 | 1.1 (34.0)                  | 3.9 (39.0)                  | 6.0 (42.8)                  | −4.2 (24.4)                 |
| الهطول مم (إنش)                   | 115.6 (4.55)                | 185.6 (7.31)                | 140.2 (5.52)                | 154.6 (6.09)                | 119.7 (4.71)                | 113.6 (4.47)                | 74.3 (2.93)                 | 72.8 (2.87)                 | 64.8 (2.55)                 | 90.8 (3.57)                 | 95.5 (3.76)                 | 109.2 (4.30)                | 1٬333 (52.48)               |
| متوسط أيام هطول الأمطار           | 11.3                        | 11.1                        | 11.5                        | 11.4                        | 10.5                        | 10.4                        | 9.3                         | 8.4                         | 8.5                         | 9.4                         | 10.1                        | 10.1                        | 122.0                       |
| Average afternoon رطوبة نسبية (%) | 59                          | 63                          | 62                          | 61                          | 61                          | 62                          | 55                          | 48                          | 51                          | 54                          | 59                          | 59                          | 58                          |
| المصدر:                           |                             |                             |                             |                             |                             |                             |                             |                             |                             |                             |                             |                             |                             |

## توأمة
لغوسفورد اتفاقيات توأمة مع:
- نيترا

## أعلام
- ناثان هيلي
- بليندا إيميت
- براين جيرارد جيمس
- مات غراهام
- مارك إدموندسون
- كين روس
- ميخائيل شامبرلين

## وصلات خارجية
- مجلس مدينة غوسفورد نسخة محفوظة 6 يونيو 2017 على موقع واي باك مشين.